# Коряковский форпост
Коряковский форпост — сторожевое укрепление Иртышской линии, располагавшееся на территории современного города Павлодар Республики Казахстан, положившее начало современному городу.

## История
В 1720 году неподалеку от Ямышевской крепости, рядом со складами коряковской поваренной соли был построен Коряковский форпост — передовое укрепление Российского государства в регионе современного северного Казахстана. Исторически данная территория является местом компактного проживания крупных казахских родов из среднего жуза.
Форпост имел форму квадрата 50 на 50 метров, был обнесен высоким бревенчатым частоколом, по углам имел бастионы с артиллерийскими батареями. Во внутренней части располагались казармы, снаружи — конюшни и баня. Весь гарнизон форпоста имел 48 человек, в наличии были две пушки. Позднее была построена церквушка и обосновалась таможенная застава. На территории укрепления кроме казарм, канцелярии, офицерских покоев и порохового погреба, располагались питейный дом, почтовый двор, конюшни, арестантская, снаружи — конюшни и баня.
Спустя 25 лет форпост несколько расширил свои границы, был увеличен гарнизон, появились дополнительные постройки для казаков, назначавшихся на соледобычу. Ещё спустя два десятка лет было получено разрешение отставным драгунам и солдатам селиться на свободных местах. Здесь же разрешили селиться подрядчикам и чиновникам соляного ведомства. В Павлодарском историко-краеведческом музее имеется любопытный документ — план Коряковского форпоста в 1765 году. Снаружи обозначены конюшни, сараи для обоза, соляной амбар, два провиантских магазина.

Знаменитый путешественник П. Паллас оставил нам описание форпоста, относящееся к 1770 году: 
Сей форпост всех прочих по Иртышу многолюднее и имеет лучшие там строения. Комиссар соляного ведомства и подрядчик поставки соли живут здесь в изрядных домах, выстроены обширные слободы, разделенные «на улицы»
Форпост располагался в районе нынешней городской спасательной станции и завода «Октябрь» города Павлодар.